# OGC 니스
올랭피크 짐나스트 클뢰브 드 니스 코트다쥐르(프랑스어: Olympique Gymnaste Club Nice Côte d'Azur)는 니스를 연고로 하는 프랑스의 축구 클럽이다. 또한 OGC 니스는 1904년에 창단되었으며, 현재 프랑스 최상위 리그인 리그 1에 참가중이다. 니스의 홈 경기는 알리안츠 리비에라에서 치르고 있다.
니스는 짐나스트 클뢰브 드 니스(Gymnaste Club de Nice)라는 이름으로 창단됐고, 프랑스 1부 리그의 창단 멤버이기도 하다. 도힐 리그 1을 4차례, 쿠프 드 프랑스를 3차례 우승한 바 있다. 그리고 니스는 뉘마 앙두아르, 잉글랜드인 윌리엄 베리, 장 루시아노 등의 감독이 이끌던 1950년대에 대다수 우승을 거머줬다. 니스의 마지막 우승 경험은 갱강을 결승전에서 승부차기로 4 - 3으로 꺾고 우승한 1997년의 쿠프 드 프랑스이다.
최고 전성기 기간인 1950년대에 니스는 외국 국적의 선수를 받아들인 최초의 프랑스 클럽에 속한다.

## 선수 명단
2023년 1월 31일 기준

### 현재 선수 명단
참고: FIFA 자격 규정에 따라 소속된 국가대표팀 국기를 표시합니다. 선수는 복수의 FIFA 비회원국 국적을 가지고 있을 수 있습니다.
| 번호 | 포지션 | 국적       | 이름                        |
| ---- | ------ | ---------- | --------------------------- |
| 1    | GK     |            | 카스페르 슈마이켈           |
| 4    | DF     |            | 단치 (주장)                 |
| 8    | MF     |            | 파블로 로사리오             |
| 9    | FW     | 나이지리아 | 테렘 모피 (로리앙에서 임대) |
| 10   | MF     |            | 소피안 디오프               |
| 11   | MF     | 잉글랜드   | 로스 바클리                 |
| 14   | MF     | 알제리     | 빌랄 브라히미               |
| 15   | DF     | 잉글랜드   | 조 브라이언 (풀럼에서 임대) |
| 16   | MF     | 웨일스     | 에런 램지                   |
| 19   | MF     |            | 케프랑 튀람                 |
| 20   | DF     | 알제리     | 유세프 아탈                 |
| 21   | MF     |            | 알렉시 베카 베카            |

| 번호 | 포지션 | 국적         | 이름                          |
| ---- | ------ | ------------ | ----------------------------- |
| 23   | DF     |              | 조르당 로톰바                 |
| 24   | FW     |              | 가에탕 라보르드               |
| 25   | DF     |              | 장클레르 토디보               |
| 26   | DF     |              | 멜뱅 바르                     |
| 28   | MF     | 알제리       | 이샴 부다위                   |
| 29   | FW     | 코트디부아르 | 니콜라 페페 (아스널에서 임대) |
| 35   | MF     |              | 바드레딘 부아나니             |
| 42   | DF     |              | 마티아 비티                   |
| 55   | DF     | 부룬디       | 유수프 은다이시미예           |
| 77   | GK     | 알제리       | 테디 불렌디                   |
| 90   | GK     |              | 마르친 부우카                 |

### 임대 선수 명단
참고: FIFA 자격 규정에 따라 소속된 국가대표팀 국기를 표시합니다. 선수는 복수의 FIFA 비회원국 국적을 가지고 있을 수 있습니다.
| 번호 | 포지션 | 국적         | 이름                                     |
| ---- | ------ | ------------ | ---------------------------------------- |
| —    | DF     | 코트디부아르 | 쿠아디오 앙주 아후수 (샤토루로 임대)     |
| —    | DF     |              | 호브송 밤부 (바스쿠 다 가마로 임대)      |
| —    | DF     |              | 저스틴 스미스 (케비루앙으로 임대)        |
| —    | MF     | 코트디부아르 | 장 은게산 (님으로 임대)                  |
| —    | MF     |              | 모르강 슈네데를랭 (웨스턴 시드니로 임대) |
| —    | MF     |              | 라레슈 일리에 (마카비 텔아비브로 임대)   |

| 번호 | 포지션 | 국적   | 이름                                     |
| ---- | ------ | ------ | ---------------------------------------- |
| —    | FW     |        | 칼빈 스텡스 (앤트워프로 임대)            |
| —    | FW     |        | 에반 게상 (낭트로 임대)                  |
| —    | FW     |        | 알렉시 클로드모리스 (랑스로 임대)        |
| —    | FW     |        | 카스페르 돌베르 (1899 호펜하임으로 임대) |
| —    | FW     | 알제리 | 앙디 들로르 (낭트로 임대)                |

## 역대 감독
| 감독              | 임기        |
| ----------------- | ----------- |
| 리카르도 사모라   | 1937 ~ 1938 |
| 주제프 사미티에르 | 1942        |
| 알베르 바토       | 1979        |
| 카를로스 비안치   | 1989 ~ 1990 |
| 미셸 랑캥         | 1997 ~ 1998 |
| 뤼시앵 파브르     | 2016 ~ 2018 |
| 뤼시앵 파브르     | 2022 ~ 2023 |

## 역대 성적
- 리그 1 우승 4회
  - 우승: 1951, 1952, 1956, 1959
  - 준우승: 1968, 1973, 1976
- 리그 2 우승 4회
  - 우승: 1948, 1965, 1970, 1994
  - 준우승: 1984
- 쿠프 드 프랑스 우승 3회
  - 우승: 1952, 1954, 1997
  - 준우승: 1978, 2022
- 쿠프 드 라 리그
  - 준결승: 2006
- 쿠프 강바르델라 
  - 준우승 (2): 1981, 2002
- 라틴컵
  - 준우승: 1952